# Rennellvisslare
Rennellvisslare (Pachycephala feminina) är en fågel i familjen visslare inom ordningen tättingar.

## Utbredning och systematik
Fågeln förekommer enbart på ön Rennell i sydöstra Salomonöarna. Tidigare betraktades den som en del av salomonvisslare (P. orioloides), eller guldvisslare (P. pectoralis) när den förra inkluderas i den förra, och vissa gör det fortfarande.

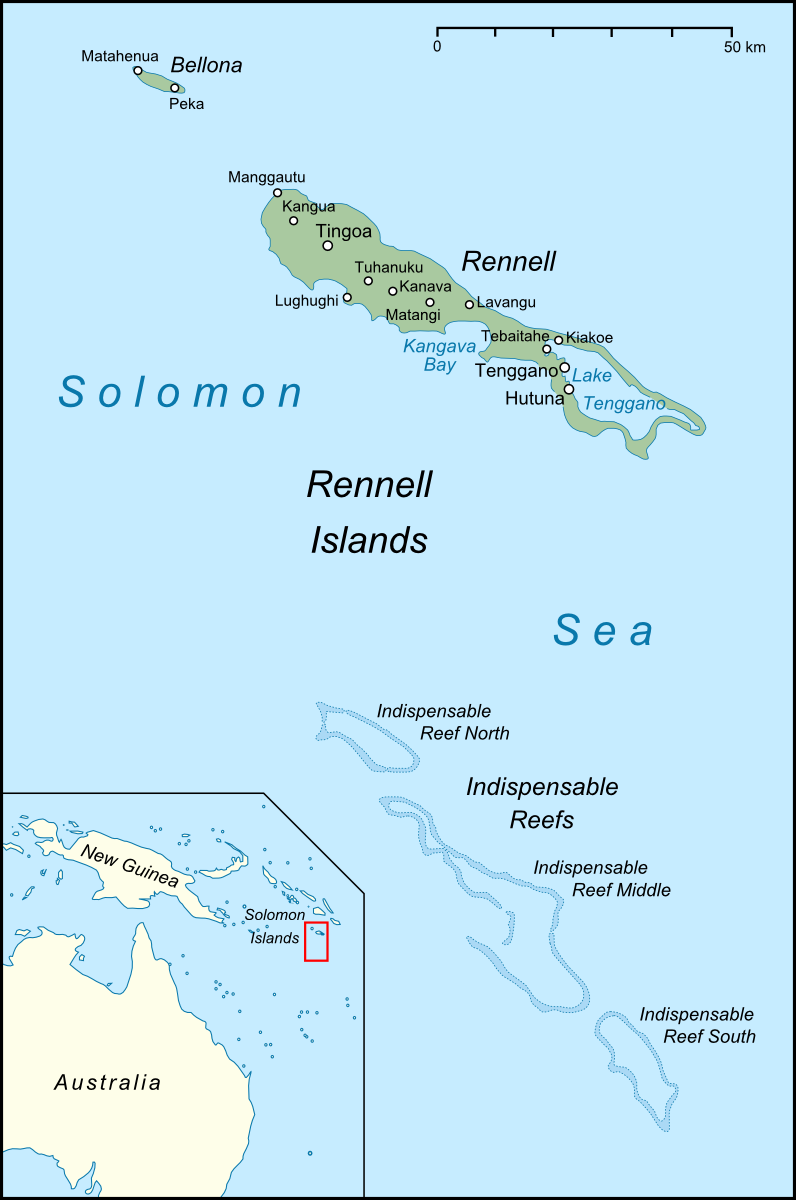
Fågeln förekommer enbart på Rennell i södra Salomonöarna.

## Status
IUCN kategoriserar den som nära hotad.